# Elaphrus viridis
Elaphrus viridis är en skalbaggsart som beskrevs av Horn. Elaphrus viridis ingår i släktet Elaphrus och familjen jordlöpare. IUCN kategoriserar arten globalt som akut hotad. Inga underarter finns listade i Catalogue of Life.

## Bildgalleri

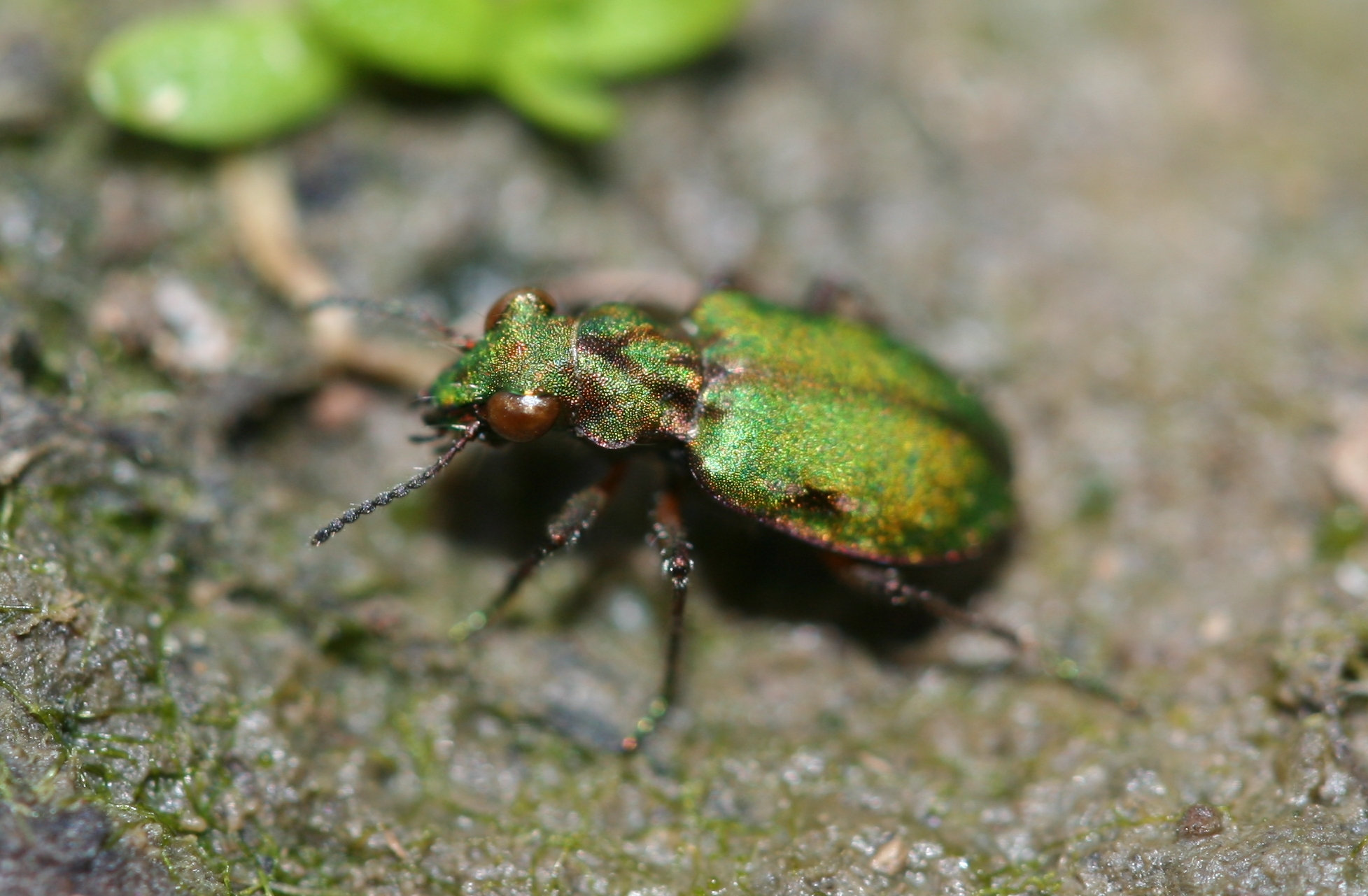